# Жабляк
Жа́бляк (чорн. Жабљак/Žabljak) — місто в Чорногорії, адміністративний центр муніципалітету. Населення — 1937 (2003).
Саме місто розташоване поруч з гірським масивом Дурмітор на висоті 1456 м, що робить його найвисокорозташованішим поселенням на Балканах.

## Історія

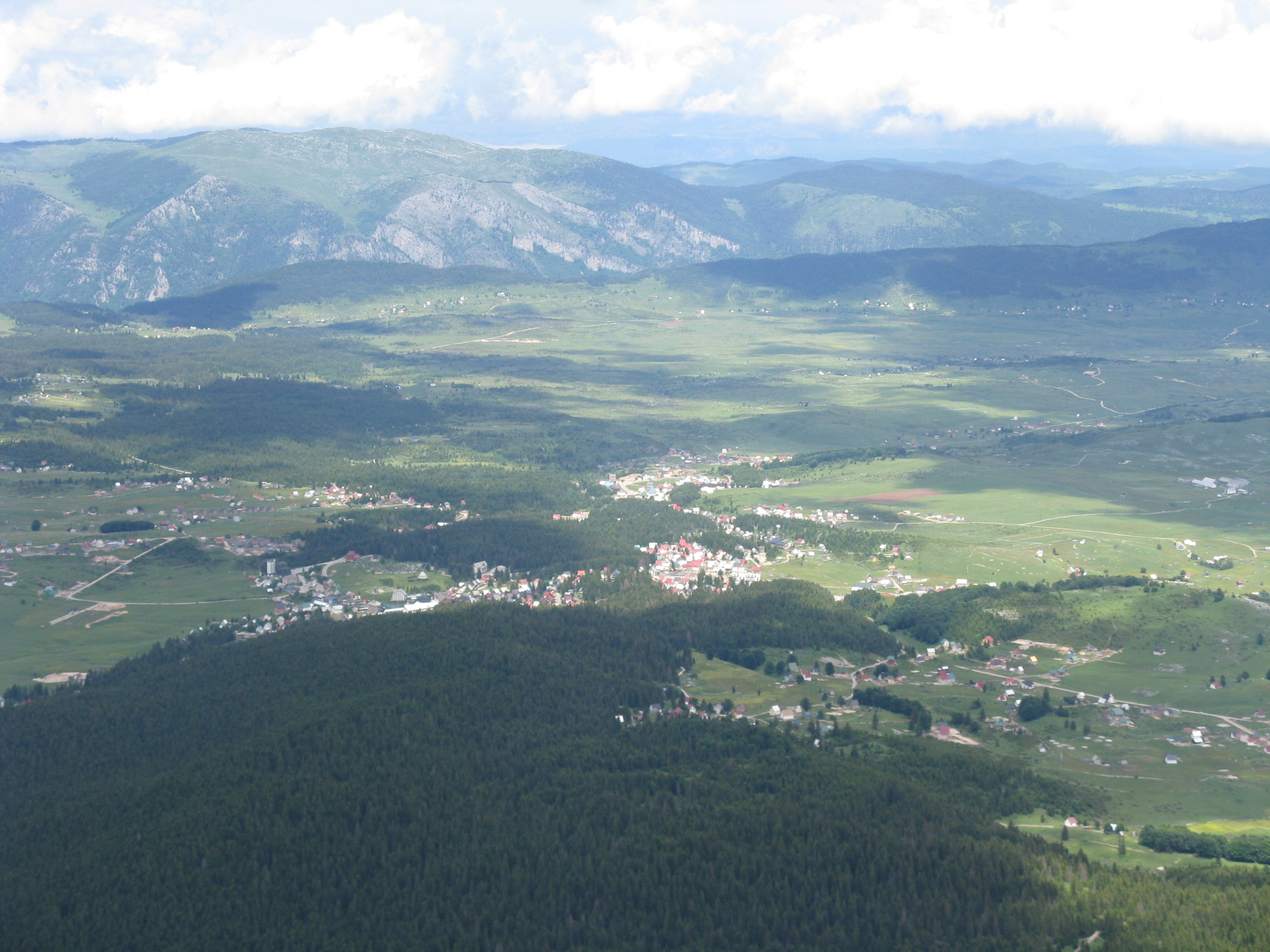
Вид на місто

Перша слов'янська назва цього місця була «Варезина вода», ймовірно через джерела питної води, що б'ють неподалік. Пізніше місто було перейменовано в «Ганови», або (спочатку) «Анови», через те, що тут відпочивали каравани.
Сьогоднішня назва виникла в 1870 році, коли були одночасно закладені школа й церква. Однак майже всі початкові споруди були знищені в ході Балканських воєн. Залишилося тільки будівля старої церкви Святого Преображення, побудована в 1862 р. на знак перемоги в битві проти турків. Незабаром після цього Жабляк отримав статус міста, було відкрито декілька магазинів та кафе. Таким чином в 1880-і роки Жабляк став центром торгівлі, перетворившись в адміністративний центр регіону.
До Другої світової війни Жабляк був маленькім містом з типовою архітектурою гірського поселення. Унікальна природа цих місць притягувала туристів з Королівства Югославії та з-за кордону, особливо з Італії.
У ході Другої світової війни Жабляк був спалений дощенту. Після війни місто відродилося і стало центром зимових видів спорту Чорногорії.

## Населення

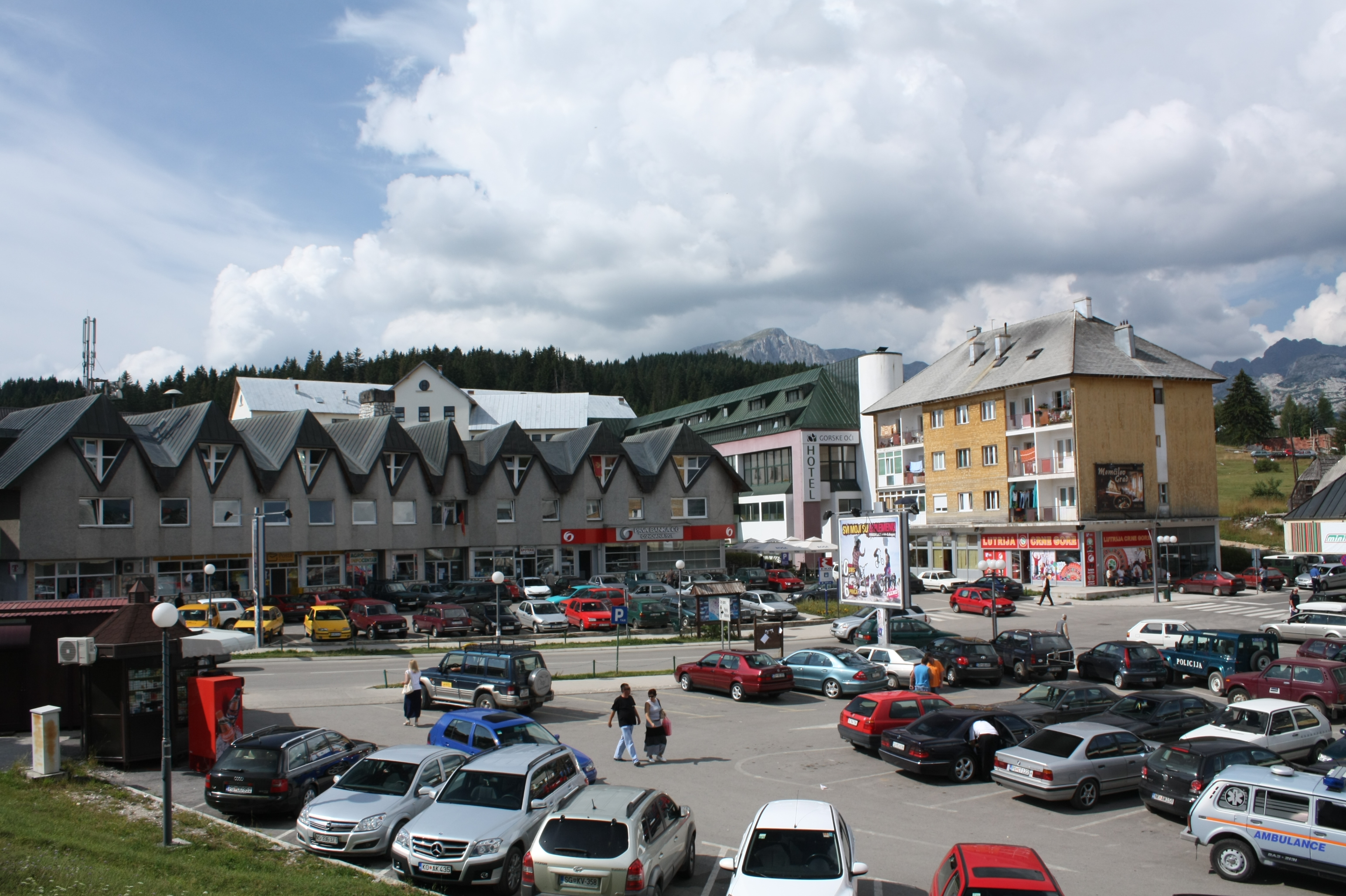
Головна площа

Жабляк є адміністративним центром муніципалітету Жабляк, населення якого становить 4204 осіб. У самому місті живе 1937 осіб, і в цьому регіоні поселень більшого розміру немає.

## Туризм

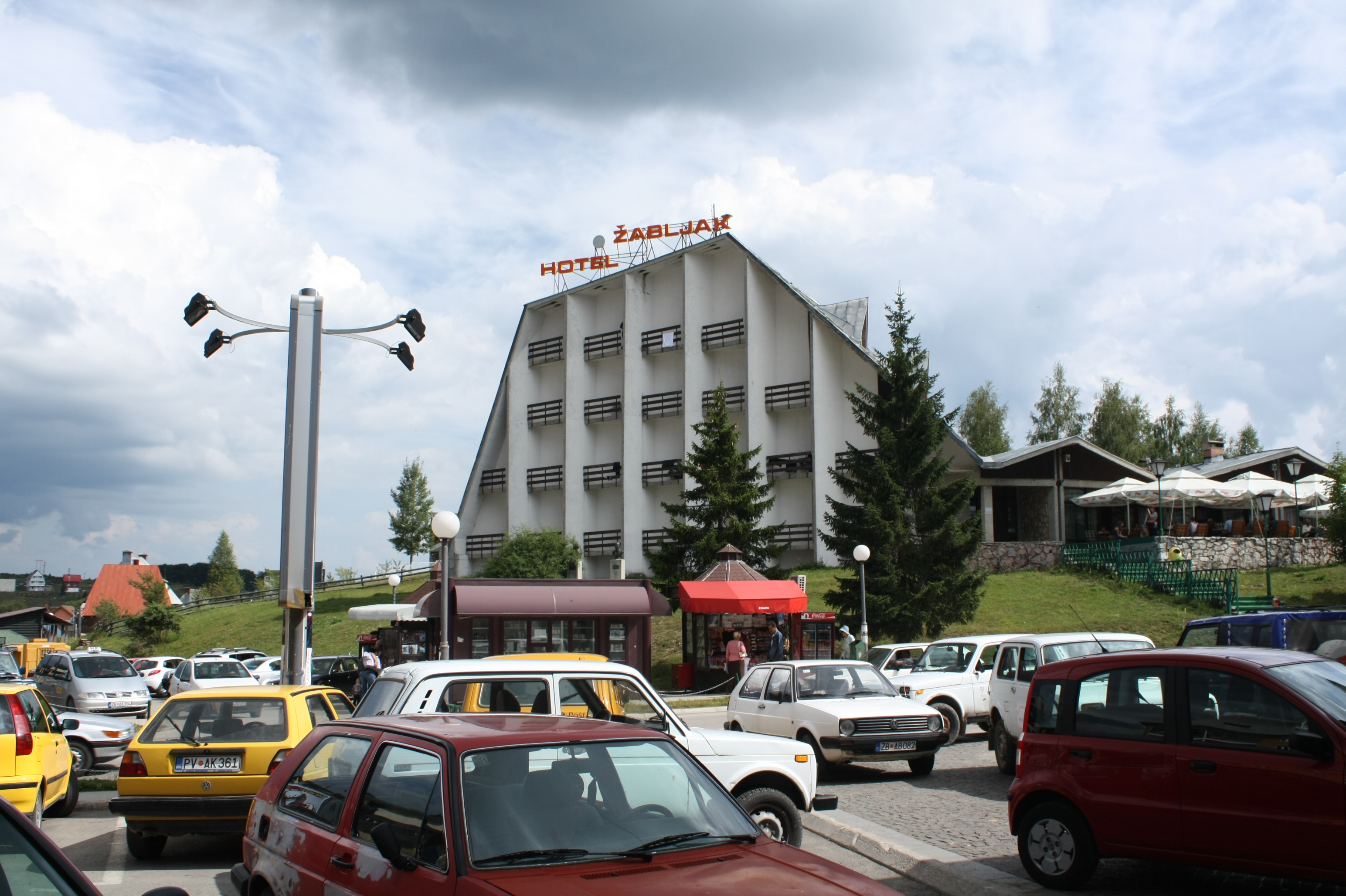
Гірськолижний готель «Жабляк»

Жабляк — це центр гірського туризму Чорногорії. Вся територія гірського масиву Дурмітор охороняється як національний парк і надає гарні можливості займатися літнім та зимовим гірським туризмом.
- Лижний спорт, сноубординг — сніг на Дурміторі лежить 120 днів на рік. Кращі схили — Savin kuk, Štuoc та Javorovača.
- Рафтинг — другий за величиною в світі каньйон (глибина до 1,3 км) річки Тара, занесений у список Світової спадщини ЮНЕСКО. Рафтинг по Тарі є одним з найпопулярніших видів туризму в Чорногорії.
- Альпінізм — схили масиву Дурмітор добре підходять для цього виду спорту.
- Пішохідний туризм — навколо міста Жабляк є безліч непоганих пішохідних маршрутів.

Одним з основних місць паломництва туристів є 18 льодовикових озер. Найбільше, найгарніше і найближче до Жабляка озеро — Чорне озеро (Crno jezero).
| Чорногорія | Це незавершена стаття з географії Чорногорії. Ви можете допомогти проєкту, виправивши або дописавши її. |